# Vărben, Plovdiv
Vărben (în bulgară Върбен) este un sat în comuna Brezovo, regiunea Plovdiv,  Bulgaria. 

## Demografie
Componența etnică a satului Vărben
     Bulgari (95,18%)
     Romi (4,81%)
     Nicio identificare (0%)
     Altele (0%)
La recensământul din 2011, populația satului Vărben era de 187 locuitori. Din punct de vedere etnic, majoritatea locuitorilor (95,18%) erau bulgari, cu o minoritate de romi (4,81%). Pentru 0% din locuitori nu este cunoscută apartenența etnică.